# Ngày Emoji Thế giới

Emoji lịch với ngày 17 tháng 7

Ngày Emoji Thế giới là một ngày lễ không chính thức được tổ chức hàng năm vào ngày 17 tháng 7, nhằm kỷ niệm ngày giới thiệu emoji; trong những năm kể từ ngày đầu tiên được giới thiệu, nó đã trở thành một ngày phổ biến để đưa ra sản phẩm hoặc các thông báo và phát hành khác liên quan đến emoji.